# OneFootball
OneFootball (prononcé en anglais : /wanfutboːɫ/) est une entreprise allemande. Fondée en 2008, elle est spécialisée dans les médias footballistiques.
Proposant des scores en direct, des statistiques et actualités du football provenant de 200 ligues et disponibles en 12 langues, OneFootball a bâti son siège de rédaction à Berlin en Allemagne.
En 2019, l'entreprise collabore avec Eleven Sports pour diffuser La Liga au Royaume-Uni via son application, et a également noué un partenariat avec Sky pour la transmission en direct des matchs de la D2 allemande et de Coupe d'Allemagne.
En 2020, OneFootball élargit ses horizons en acquérant Dugout, un forum multimédia lancé par un club de football. Lucas von Cranach, PDG de OneFootball, a partagé avec Bloomberg que cet accord « bénéficiera à l'ensemble de l'écosystème du football, avec des clubs, des fédérations et des ligues capables d'augmenter leur audience et d'exploiter nos puissantes données pour mieux comprendre l'engagement de leurs fans, car l'essor de la publicité signifie qu'ils ont besoin d'en savoir le plus possible ».
En 2024, l'applications compte plus de 50 millions de téléchargements sur Google Play et est notée  4,8⁄5 étoiles sur l'App Store et  4,7⁄5 étoiles sur Google Play.

## Histoire
L'entreprise, fondée sous le nom de Motain par Lucas Von Cranach en 2013, voit ce dernier lancer une seconde entreprise, iLiga, en 2009. Après un déménagement vers leur nouveau siège social à Berlin, Motain et iLiga, fusionnent pour devenir OneFootball. 
Le 7 septembre 2016, OneFootball se présente lors du discours d'Apple à San Francisco, marquant la sortie de watchOS 3. L'équipe de direction, incluant Silke Kuisle en tant que directrice financière, s'élargit en 2018 avec l'arrivée de Franz Koch, ex directeur financier et PDG de Puma, en tant que nouveau directeur de l'exploitation, et de Patrick Fischer en tant que nouveau directeur commercial.
En mai 2022, OneFootball lève 300 millions d'euros lors d'un cycle de financement de série D mené par Liberty City Ventures, avec la participation d'Animoca Brands, Dapper Labs, DAH Beteiligungs GmbH, Quiet Capital, RIT Capital Partners, Senator Investment Group et Alsara Investment Group.

## Acquisition de Dugout
En décembre 2020, la société acquiert Dugout, un forum multimédia, pour plus de 61 millions de dollars.
Cette opération a également permis d'ajouter les clubs fondateurs de Dugout – Arsenal, Barcelone, Bayern Munich, Chelsea, Juventus, Liverpool, Manchester City, Paris Saint-Germain et Real Madrid – à la liste des actionnaires, renforçant ainsi la portée de OneFootball qui compte désormais plus de 85 millions d'utilisateurs mensuels à travers le monde.

## Investissements Web3
Sept mois après avoir levé plus de 300 millions de dollars en fonds NFT, l'entreprise a procédé à trois vagues de licenciements en 2022. Cela s'explique par le surinvestissement de OneFootball dans la signature de divers accords de licence Web3, notamment avec la Serie A italienne et la Bundesliga. Lorsque les contrats ont été finalisés, l'hiver cryptographique s'est installé et le marché s'est effondré. Cela a incité OneFootball à restructurer tous les contrats et à réajuster ses mesures de réduction des coûts afin d'assurer sa survie financière.
Au total, l'entreprise a réduit ses effectifs à 250 employés, un an seulement après avoir levé plus de 300 millions de dollars. En juin 2024, le PDG Patrick Fischer a assuré au média allemand capital.de que l'entreprise se portait bien et qu'il n'y aurait plus de licenciements. Nous avons désormais 240 employés, et plus de 250 ont été licenciés. Cela a été l'une des périodes les plus difficiles pour moi personnellement. Mais c'est terminé maintenant.

## Changements à la direction
En mars 2023, Lucas von Cranach a démissionné de son poste de PDG en raison des difficultés financières rencontrées par l'entreprise. Maurits Schön, qui a rejoint OneFootball en 2022 et occupait auparavant le poste de vice-président des opérations, a été promu directeur de l'exploitation (DOP). Dans le cadre de ses nouvelles fonctions, M. Schön occupait le poste de directeur général aux côtés du nouveau DG, Patrick Fischer,.

### Santé financière et perspectives d'avenir
La société a été confrontée à d'importantes difficultés financières, ce qui l'a amenée à réévaluer son modèle économique et son orientation stratégique. Selon certaines informations, OneFootball prendrait des mesures pour stabiliser ses activités et continuer à fournir à ses utilisateurs des contenus et des services de haute qualité liés au football. Fischer a déclaré: «Il y a un an et demi, nous avons essuyé un cuisant échec, comme toutes les autres entreprises du secteur Web3. Notre proposition pour l'avenir sera donc de créer un marché mondial du football pour les produits et services liés au contenu».

## Droits de diffusion
| Compétition                   | Pays/Continent  | Disponibilité territoriale |
| ----------------------------- | --------------- | --- |
| Bundesliga                    | Allemagne       | Droits au Brésil |
| 2. Bundesliga                 | Allemagne       | Droits au Brésil |
| Coupe d'Allemagne             | Allemagne       | Droits au Brésil |
| Superligaen                   | Danemark        | Droits en dehors du Danemark |
| Besta Deildin                 | Islande         | Droits en dehors de l'Islande |
| Premer Ligasy                 | Kazakhstan      | Droits en dehors du Kazakhstan |
| Virslīga                      | Lettonie        | Droits en dehors des pays baltes |
| NIFL Premiership              | Irlande du Nord | Droits en dehors du Royaume-Uni |
| Eliteserien                   | Norvège         | Droits en dehors de la Norvège |
| Ekstraklasa                   | Pologne         | Droits en dehors de la Pologne |
| Super League                  | Suisse          | Droits en dehors de la Suisse, de l'Italie, de la France, de l'Allemagne et de l'Autriche |
| Fortuna Liga                  | Slovaquie       | Droits en dehors de la Slovaquie |
| Bundesliga                    | Autriche        | Droits en dehors de l'Autriche |
| K League 1                    | Corée du Sud    | Droits en dehors de la Corée du Sud |
| Ligue des champions de l'AFC  | Asie            | Droits en Asie, en Afrique du Sud, en Amérique latine (y compris le Brésil), au Royaume-Uni, en Espagne, au Mexique, en Australie, en Nouvelle-Zélande, dans la région MENA (à l'exclusion de Israël), aux Pays-Bas, en Italie, à Malte et à Saint-Marin |
| Coupe de l'AFC                | Asie            | Droits en Asie, en Afrique du Sud, en Amérique latine (y compris le Brésil), au Royaume-Uni, en Espagne, au Mexique, en Australie, en Nouvelle-Zélande, dans la région MENA (à l'exclusion de Israël), aux Pays-Bas, en Italie, à Malte et à Saint-Marin |
| Ligue des champions de l'UEFA | Europe          | Quelques matchs de la saison 2023-2024 en direct sur l'application et le site Web en dehors de l'Europe |
| Ligue Europa                  | Europe          | Quelques matchs de la saison 2023-2024 en direct sur l'application et le site Web en dehors de l'Europe |
| Ligue Europa Conférence       | Europe          | Quelques matchs de la saison 2023-2024 en direct sur l'application et le site Web en dehors de l'Europe |
| Copa Libertadores             | Amérique du Sud | Quelques matchs de la saison 2024 en direct sur l'application et le site Web en dehors de l'Amérique latine |
| Copa Sudamericana             | Amérique du Sud | Quelques matchs de la saison 2024 en direct sur l'application et le site Web en dehors de l'Amérique latine |
| Recopa Sudamericana           | Amérique du Sud | Quelques matchs de la saison 2024 en direct sur l'application et le site Web en dehors de l'Amérique latine |
| Serie A                       | Italie          | En direct pour la saison 2023-2024 sur l'application et sur le site Web en dehors de l'Italie. |
| Liga 1                        | Indonésie       | Droits en dehors de l'Indonésie (à l'exclusion de l'Israël, de la Thaïlande, de la Malaisie, du Viêt Nam, du Cambodge, de Singapour, de la Birmanie, du Timor oriental et de l'Australie)                                                                |
| Coupe d'Asie des nations      | Asie            | Droits en dehors de l'Asie àpour la saison 2023 |
| Saudi Pro League              | Arabie saoudite | Droits en dehors de l'Arabie saoudite pour la saison 2023-2024 |
| J1 League                     | Japon           | Droits en Asie du Sud-Est (à l'exclusion de la Thaïlande), dans la région MENA (à l'exclusion de l'Israël), en Turquie, en Italie, en Espagne, au Portugal, au Brésil et en Amérique latine pour saison 2024                                             |

## Partenariats
| Compétition                                | Pays       | Disponibilité territoriale                                                                                                 |
| ------------------------------------------ | ---------- | --- |
| LaLiga                                     | Espagne    | Droits PPV au Royaume-Uni via Viaplay Sports (en)                                                                          |
| Coupe d'Allemagne                          | Allemagne  | Droits PPV au Royaume-Uni via Viaplay Sports (en)                                                                          |
| Liga Portugal Betclic                      | Portugal   | Droits PPV au Royaume-Uni via Viaplay Sports (en)                                                                          |
| Serie B                                    | Italie     | Droits PPV en Italie et aux États-Unis via Helbiz (en)                                                                     |
| Serie C                                    | Italie     | Droits PPV sur certains marchés internationaux en dehors de l'Italie via Eleven Sports                                     |
| Coupe d'Italie de Serie C (en)             | Italie     | Droits PPV sur certains marchés internationaux en dehors de l'Italie via Eleven Sports                                     |
| Championnat d'Italie de football Primavera | Italie     | Droits en Italie via Sportitalia                                                                                           |
| Brasileirão                                | Brésil     | Droits PPV pour les matchs à domicile de l'Athletico Paranaense via Casimiro au Brésil et droits en Italie via Sportitalia |
| Série C                                    | Brésil     | Droits PPV pour la phase de groupes au Brésil via NSports                                                                  |
| Championnat du Paraná                      | Brésil     | Droits PPV au Brésil via NSports                                                                                           |
| Championnat de Santa Catarina              | Brésil     | Droits PPV au Brésil via NSports                                                                                           |
| Primera División                           | Argentine  | Droits en Italie via Sportitalia                                                                                           |
| Premier League                             | Angleterre | Droits en Indonésie |
| Coupe d'Asie des nations 2023              | Qatar      | Droits en Indonésie via Media Nusantara Citra                                                                              |
| J1 League                                  | Japon      | Droits au Brésil via Rede Bandeirantes, BandSports, Bradesco Esportes FM, Rádio Bandeirantes, SBT et Record                |
| J1 League                                  | Japon      | Droits en Indonésie via Rajawali Televisi (en)                                                                             |
| J1 League                                  | Japon      | Droits dans la région de MENA (à l'exclusion de l'Israël) via Bein Sports                                                  |
| J1 League                                  | Japon      | Droits en Espagne via LaLiga+ (en) et Movistar Plus+                                                                       |